# Centaureidin
Centaureidin es un flavonol. Puede ser aislado de Tanacetum microphyllum, Brickellia veronicifolia, Bidens pilosa y Polymnia fruticosa.